# Ambassade de Slovaquie en Guinée
L'ambassade de Slovaquie en Guinée est la principale représentation diplomatique de la république de Slovaquie en Guinée.

## Liste des ambassadeurs
| N° | Nom et prénoms | Début          | Fin      |
| -- | -------------- | -------------- | -------- |
| 01 | Thomas Félix   | Septembre 2022 | En cours |
| 02 |                |                |          |